# 가모역 (사이타마현)
가모역(일본어: 蒲生駅, がもうえき)은 일본 사이타마현 고시가야시에 있는 도부 철도 이세사키 선의 역이다. 역 번호는 TS 19이다.

## 역사
- 1899년 12월 20일: 영업 개시.
- 1908년 12월 25일: 남쪽으로 1.2km 이전(현재 위치에 해당).
- 1993년 10월 8일: 하행선 고가화.
- 1994년 11월 12일: 상행선 고가화.
- 1995년 12월 28일: 엘리베이터 1기와 에스컬레이터 1기 가동 개시.
- 1998년: 신역사 완성.
- 2008년 3월 25일: 도쿄 도 사이타마 현도 49호 아다치코시가야 선과 가모역 동쪽 출입구를 잇는 도시 계획 도로 가모역 동쪽 출입구선 개통.
- 2012년
  - 3월 15일: 발차 멜로디 도입.
  - 3월 17일: TS 19의 역 번호 설정.

## 역 구조
섬식 승강장 1면 4선의 고가역이다. 완행선에만 승강장이 있다. 지상역 시절에는 혼합식 승강장 2면 3선의 형태였다. 또한, 중간선은 상하 공용에서 각역 정차가 중앙선에 들어와 특급・쾌속・준급행(현재의 구간 급행)의 통과 대기를 하고 있었다. 고가화 공사 중, 하행선은 고가화 ~ 복복선 완료 시까지 하행 급행선 공식 승강장을 설치하여 영업했다.

### 승강장
| 번호 | 노선                 | 방향 | 행선                                                                  |
| ---- | -------------------- | ---- | --------------------------------------------------------------------- |
| 1    | 도부 스카이트리 라인 | 상행 | 소카・기타센주・도쿄 스카이트리・아사쿠사・ 히비야 선 나카메구로 방면 |
| 2    | 도부 스카이트리 라인 | 하행 | 신코시가야・가스카베・도부 도부쓰코엔・ 닛코 선 미나미쿠리하시 방면   |

## 역 주변
- 도부 스토어 가모점
- 가모 상점가
- 사이타마현도 제49호선
- 사이타마현도 제324호선
- 고시가야 시 소방서 가모 분소
- 고시가야 노보리토 우체국
- 고시가야 오마노 우체국
- 고시가야 가모산 우편국
- 가쓰라 스튜디오
- 닛폰 엘리베이터 제조 사이타마 공장
- 고시가야 천연온천 미인의 물
- 도치기 은행 가모 지점

## 사진

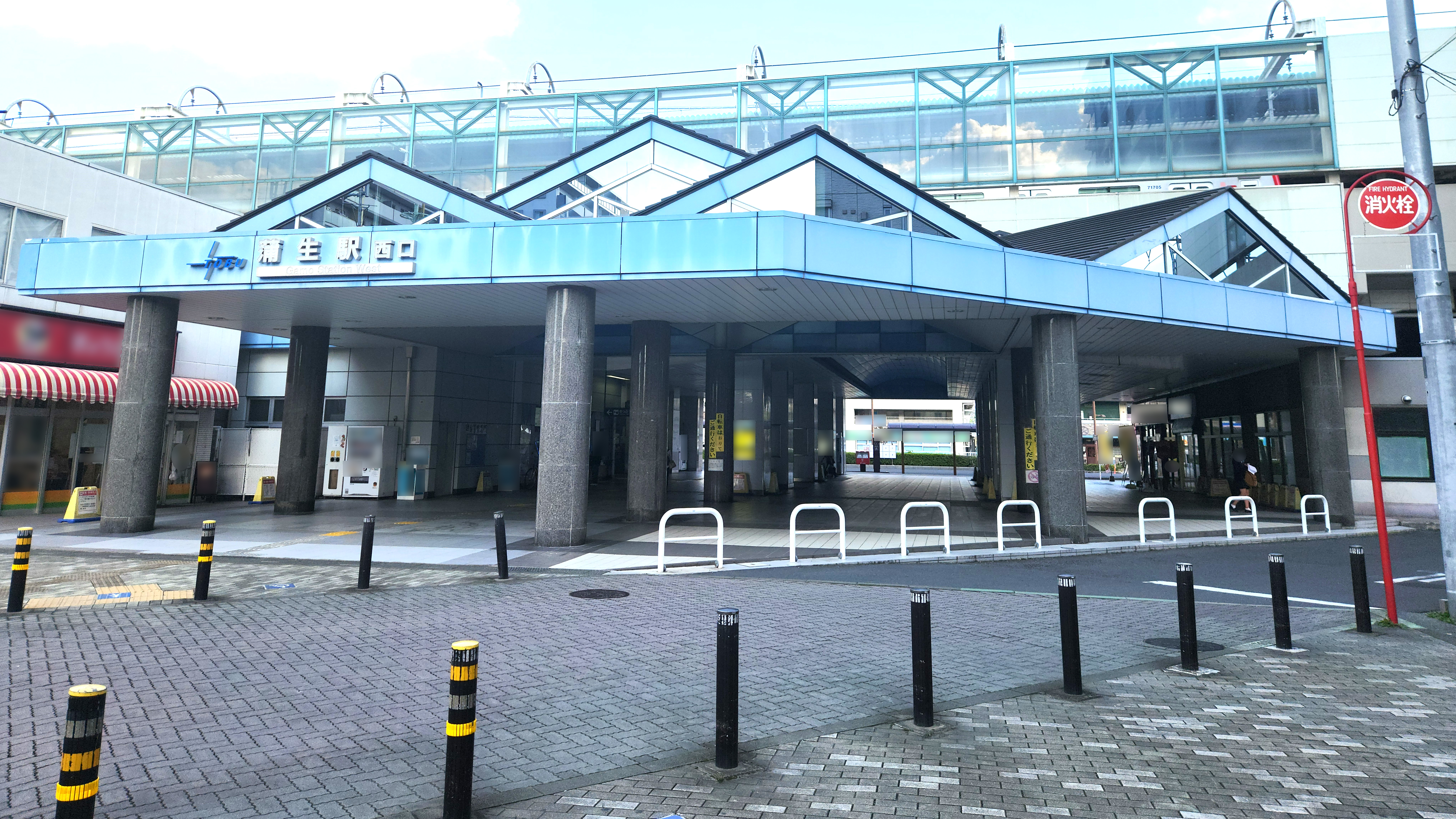
서쪽 출입구(2024년 10월)

## 인접역
| 도부 철도 이세사키 선(도부 스카이트리 라인) | 도부 철도 이세사키 선(도부 스카이트리 라인) | 도부 철도 이세사키 선(도부 스카이트리 라인) |
| ------------------------------------------- | ------------------------------------------- | ------------------------------------------- |
| TS 18 신덴 나카메구로 방면                  | ■ 보통                                      | 신코시가야 TS 20 도부 도부쓰코엔 방면       |